# Bá tước Spencer
Bá tước Spencer (tiếng Anh: Earl Spencer) là một tước hiệu trong Đẳng cấp quý tộc Đại Anh được lập ra vào ngày 1 tháng 11 năm 1765, cùng với tước hiệu Tử tước Althorp, của Althorp ở Hạt Northampton, trao cho John Spencer, Tử tước Spencer thứ nhất. Ông là thành viên của gia tộc Spencer nổi tiếng và là chắt của Công tước thứ 1 xứ Marlborough. Trước đây, ông đã được phong làm Tử tước Spencer, xứ Althorp ở Hạt Northampton, và Nam tước Spencer xứ Althorp, của Althorp ở Hạt Northampton, vào ngày 3 tháng 4 năm 1761.
Bá tước Spencer thứ 6 lai được phong thêm tước vị Tử tước Althorp, của Great Brington ở Hạt Northampton, vào ngày 19 tháng 12 năm 1905 thuộc Đẳng cấp quý tộc Vương quốc Liên hiệp Anh. Diana, cựu Thân vương phi xứ Wales, là con út trong ba cô con gái của Bá tước Spencer thứ 8. Vì thế mà Vương tử William, Thân vương xứ Wales và Vương tử Harry, Công tước xứ Sussex là cháu trai của Bá tước Spencer thứ 8.